# Globális társadalomtudomány
A globális társadalomtudomány a társadalomtudományok azon ágainak összefoglaló neve, amelyek a „nemzetállami” szinten nem megközelíthető, a nemzetállamnál nagyobb léptékű társadalmi tények és folyamatok leírására és elemzésére vállalkozik. Az Amerikai Szociológiai Társaságnak például több, ilyen témájú részlege is van, így pl. a globális és transznacionális szociológia-szekció, az összehasonlító-történeti szociológia szekció, a nemzetközi migrációszociológiai szekció Archiválva 2020. június 27-i dátummal a Wayback Machine-ben,  illetve a világrendszer politikai gazdaságtana szekció.

## Művelői

### Nemzetközi szinten
Vezető nemzetközi képviselői (az angol nyelvű szakirodalomban): Janet Abu-Lughod, Samir Amin, Giovanni Arrighi, Christopher K. Chase-Dunn, André Gunder Frank, Saskia Sassen, Immanuel Wallerstein. 
A globális társadalomtudománnyal foglalkozó főbb nemzetközi folyóiratok:
- Comparative Studies in Society and History
- Development and Change
- International Journal of Comparative Sociology
- International Migration Review
- Journal of World History
- Journal of World-System Research
- Population and Development Review

### Magyarok
A globális társadalomtudomány a kezdetektől fogva szerves része a magyar szellemi életnek. Az irányzat egyik inspirálója az ötvenes években a Columbia Egyetemen tanító Polányi Károly volt, a hatvanas évektől Berend T. Iván, Ránki György, Simai Mihály és Szentes Tamás munkássága is ide kapcsolódik, a mai szakmában pedig egyértelműen globális megközelítést követ Artner Annamária, Böröcz József, Lévai Imre, Lugosi Győző, Melegh Attila, Miszlivetz Ferenc és Szigeti Péter, valamint a  Helyzet Műhely alkotói kollektívája és az Eszmélet című folyóirat is.